# Uğur Dağdelen
Uğur Dağdelen, né le 3 octobre 1973 à Amasya, et mort le 24 septembre 2015 à Merzifon, est un footballeur international turc jouant au poste d'attaquant.

## Carrière
Pendant sa carrière, il joue successivement pour Merzifonspor (1990-1993), Karabükspor (1993-1995), Bursaspor (1994-1995), Samsunspor (1995-2001) et Kayserispor (1997-1998), marquant 77 buts au total.
En première division turque, son bilan est de 141 matchs joués, pour 34 buts marqués.
Il est sélectionné huit fois en équipe de Turquie espoirs entre 1993 et 1995, et une fois en équipe nationale A, pour un match amical contre la Russie le 22 avril 1998.
Il se suicide le 24 septembre 2015 à son domicile.